# Llibre dels milions
El Llibre dels milions, també anomenat Cens dels milions, és un cens realitzat l'any 1591 a les terres pertanyents a la Corona de Castella. Es va elaborar com a base per recaptar un nou impost, anomenat el dels Milions, instaurat per Felip II el 1590. Aquest llibre constitueix una font documental importantíssima per conèixer la demografia i l'economia a l'època dels Àustries.

## Història

Territoris representats per les ciutats amb vot a les Corts al (s'acoloreixen també el territori de les "províncies vascongades" o "exentes", de règim foral propi, que no enviaven procuradors a Corts, tampoc el regne de Navarra, que ja estava incorporat, però conservava les seves pròpies Corts.)

Com a conseqüència del desastre de la Gran Armada, el rei Felip II va obtenir de les Corts de Castella, celebrades del 1588 al 1590, autorització per un nou impost que es xifrava en vuit milions de ducats (3.000 q, tres mil milions de maravedisos), a pagar en sis anualitats a partir del segon semestre del 1590. L'anomenat «donatiu» recauria sobre tots els veïns sense distinció d'Estats (només estava exempta l'Ordre mendicant dels Franciscans). Incloïa, doncs, als nobles i títols de la Corona (Estat noble), als pebleus pròpiament dits (Estat pla) i al clergat secular i regular (Estat eclesiàstic).
Al començament, el repartiment de les quantitats a recaptar a cada territori es va organitzar d'acord amb la informació obtinguda al Cens de Plebeus, ordenat per Carles V el 1528, però diversos problemes i queixes van donar lloc a la creació d'un nou cens, el Cens dels milions del 1591.

## Cens
El cens no es va realitzar a Madrid, que es va calcular en 7.500 veïns. Ni en molts altres punts. Per a Sevilla, ciutat, es parlava de 18.000 veïns, dels quals 14.000 eren plebeus. En el cas de Granada, incorporada a la Corona de Castella un segle abans, el seu regne gaudia de certa autonomia en els tributs. Pagava els fardells i els serveis especials imposats als moriscs, la qual cosa li deixava lliure dels serveis ordinaris i extraordinaris i, per això, va refusar pagar l'impost dels Milions. Però finalment va haver de fer-ho, per la qual cosa es va calcular a bell uque el Regne de Granada representava aproximadament el 5% de tota la corona. La quantitat assignada va romandre sense corregir fins al final dels sis anys.